# Christian Chevallier
Christian Chevallier (* 12. Juli 1930 in Angers; † 14. September 2008 in Evreux) war ein französischer Jazzpianist, Bandleader, Komponist und Arrangeur.

## Leben und Wirken
Chevallier wurde in ein künstlerisches Elternhaus geboren (die Mutter war Sängerin), und er lernte mit fünf Jahren Klavier. Als er 1947 Jacques Diéval im Radio hörte, beschloss er Jazzmusiker zu werden und zog nach Paris. Von 1948 bis 1950 spielte er im Jazzclub „Tabou“ u. a. mit Don Byas. 1951 wurde er Mitglied des Orchesters des „Rose Rouge“ und begann zu arrangieren, u. a. für Chet Baker, Lionel Hampton, Sacha Distel, Kenny Clarke; außerdem war er als Pianist an Aufnahmen von Dom Garry, Géo Daly, Jean Bonal, Les Blue Stars und Bobby Jaspar beteiligt. Ab 1954 arrangierte er für Bigbands (etwa für Lionel Hampton, Guy Lafitte, Chet Baker, Kenny Clarke) und unterschrieb einen Vertrag bei Columbia (Pathé Marconi). 1956 erhielt er gleichzeitig den Prix Django Reinhardt, den Preis der Akademie Charles Cros und den „Prix Stan Kenton“ (für sein Album „Formidable“). 1957 begann seine Arbeit als Arrangeur für Varietekünstler und Sänger: Darunter waren so bekannte Namen wie Charles Trenet, Juliette Gréco, Claude Nougaro (Chevallier ist Ko-Autor von „Toulouse“), Gilbert Bécaud, Charles Aznavour und Mireille Mathieu. Ab 1959 schrieb er auch Filmmusik, u. a. für Michel Boisrond („Une Parisienne“, 1957), Jean-Pierre Melville („Deux Hommes dans Manhattan“, 1959) und Didier Kaminka („Trop c'est trop“, 1975). In den 70er- und 80er-Jahren arbeitete er auch mit Stéphane Grappelli und Sam Most; 1986 komponierte er eine Suite für das Orchestre National de Jazz unter François Jeanneau, die mit Kenny Wheeler aufgeführt wurde. 

## Diskographische Hinweise
- Christian Chevallier Quartet (Pathé/Columbia, 1955), mit Fats Sadi, Pierre Michelot, Jacques David
- Formidable! (Columbia, 1955) u. a. mit Christian Bellest, Roger Guerin, Benny Vasseur, André Paquinet, Jean-Louis Chautemps, Bobby Jaspar, William Boucaya, Fats Sadi, Pierre Michelot, Christian Garros
- 6+6 (Columbia, 1957), u. a. mit Ack van Rooyen, Roger Guerin, Nat Peck, Pierre Cullaz, Pierre Michelot, Christian Garros
- Jean Bouchety und Christian Chevalier: Trop c'est trop (Soundtrack, Pathé-Marconi, 1975)